# Edward Moore (5e comte de Drogheda)
Pour les articles homonymes, voir Edward Moore (homonymie) et Moore.
Edward Moore, 5e comte de Drogheda (1701 - 28 octobre 1758) est un pair et un homme politique anglo-irlandais.

## Biographie
Il est le deuxième fils de Charles Moore, Lord Moore, fils de Henry Hamilton-Moore, 3e comte de Drogheda, et Jane Loftus, fille de Lord Loftus. Il siège à la Chambre des communes irlandaise en tant que député de Dunleer entre 1725 et 1727, lorsqu'il succède à son frère aîné et siège à la Chambre des lords irlandaise. En 1748, il est investi comme membre du Conseil privé d'Irlande et nommé Lord Lieutenant de Meath.
Il épouse d'abord Sarah Ponsonby, fille de Brabazon Ponsonby (1er comte de Bessborough), et Sarah Margetson, en 1727, avec qui il a six fils et deux filles. Après sa mort le 19 janvier 1736, il épouse, en secondes noces, Bridget Southwell, fille de William Southwell et Lucy Bowen, le 13 octobre 1737. Il est mort en mer dans une tempête lors d'un voyage entre Holyhead et Dublin en 1758 et est remplacé par son fils aîné, Charles Moore (1er marquis de Drogheda), qui est créé marquis de Drogheda en 1791.